# Helvetic Mercenaries
Die Helvetic Mercenaries sind ein American-Football-Team aus der Schweiz. Die Mannschaft spielt seit 2024 in der European League of Football (ELF).

## Geschichte
Seit 2023 spielten die Helvetic Guards in der ELF. Nachdem diese am 4. April 2024 die Einstellung des Spielbetriebs bekannt gaben, teilte die Liga mit, dass ein neues Schweizer Franchise den Platz der Guards übernimmt. Der Name Helvetic Mercenaries sowie Logo und Farben des Teams wurde am 11. April 2024 vorgestellt. Der Name bezieht sich auf die auch als Reisläufer bekannten Schweizer Söldnertruppen, die vom 16. bis 18. Jahrhundert einer der wichtigsten Wirtschaftszweige der Schweiz waren.

## Staff
Managing Director war Chris Rummel, der auch als Head of Finance beim Schweizer American Football Verband tätig und für die Schweizer Nationalmannschaft verantwortlich war. Sportdirektor war Matt Hammer, der dieses Amt auch bei den Guards innehatte. Verträge mit Spielern und Trainern wurden grösstenteils von den Guards übernommen.
Am 30. April 2025 gab das Franchise bekannt, dass man per sofort getrennte Wege mit Chris Rummel gehen wird.
Im Juni 2024 übernahmen die neuen Eigentümer Sonja und Sandro Moor das Franchise. Jeremy Bryson wurde neuer Director of Sport.
Head Coach in der ersten Saison war Val Gunn, der zuletzt die Istanbul Rams trainiert hatte. Der ehemalige Guards-Head-Coach Norm Chow war als sportlicher Berater für die Mercenaries tätig sein.
Am 11. Juli 2024 wurde bekannt, dass im beidseitigen Einverständnis beschlossen wurde, getrennte Wege mit Val Gunn zu gehen.
Das Franchise gab zudem am 11. Juli 2024 bekannt, dass Bryan Billy das Amt des Head-Coaches interimsweise übernehmen wird. Billy fungierte zuvor bereits als Defensive und Special Teams Coordinator der Mercenaries.
Am 15. Oktober 2024 wurde verkündet, dass Marcus Herford der Head Coach für die Saison 2025 sein wird. Bereits nach dem sechsten Spieltag wurde dieser wieder entlassen und interimsweise durch Joshua Fitzgerald ersetzt.

### Head Coaches
| # | Name                        | Saisons | Regular Season | Regular Season | Regular Season | Regular Season | Play-offs | Play-offs | Play-offs |
| # | Name                        | Saisons | Spiele         | S              | N              | SQ             | Spiele    | S         | N         |
| - | --------------------------- | ------- | -------------- | -------------- | -------------- | -------------- | --------- | --------- | --------- |
| 1 | Val Gunn                    | 2024    | 6              | 1              | 5              | 0,167          | 0         | 0         | 0         |
| 2 | Bryan Billy (Interim)       | 2024    | 6              | 0              | 6              | 0,000          | 0         | 0         | 0         |
| 3 | Marcus Herford              | 2025    | 5              | 0              | 5              | 0,000          | 0         | 0         | 0         |
| 4 | Joshua Fitzgerald (Interim) | 2025–   |                |                |                |                |           |           |           |

### Spieler
Am 14. Februar 2025 konnten die Helvetic Mercenaries verkünden, dass sie den ehemaligen NFL-Spieler Keelan Cole für die Saison 2025 verpflichtet haben. Cole spielte als Wide Receiver für die Jacksonville Jaguars, New York Jets sowie die Las Vegas Raiders.

## Statistik

### Platzierungen
| Saison | Conf./Div. | Platz | Spiele | S | N  | SQ    | P+  | P−    | Diff | Conf  | Serie    | Postseason | Zuschauer Ø |
| ------ | ---------- | ----- | ------ | - | -- | ----- | --- | ----- | ---- | ----- | -------- | ---------- | ----------- |
| 2024   | Central    | 6     | 12     | 1 | 11 | 0,083 | 185 | 438   | −253 | 1:9   | 5N–1S–6N | –          | 1.028       |
| 2025   | South      | 4     | 12     | 0 | 12 | 0,000 | 137 | 647   | −510 | 0:6   | 12N      | −          | 1.541       |
| Summe  | Summe      | Summe | 24     | 1 | 23 | 0,043 | 322 | 1.085 | −763 | 01:15 |          | –          | 1.284       |

(HF: Halbfinale, CG: Championship Game)

### Direkter Vergleich
| Gegner            | erste Begegnung | Regular Season | Regular Season | Regular Season | Regular Season | Regular Season | Regular Season | Regular Season | Play-offs | Play-offs | Play-offs | Play-offs | Play-offs | Höchster Sieg | Höchste Niederlage |
| Gegner            | erste Begegnung | Sp             | S              | N              | SQ             | P+             | P−             | Diff           | S         | N         | P+        | P−        | Diff      | Höchster Sieg | Höchste Niederlage |
| ----------------- | --------------- | -------------- | -------------- | -------------- | -------------- | -------------- | -------------- | -------------- | --------- | --------- | --------- | --------- | --------- | ------------- | ------------------ |
| Barcelona Dragons | 2024            | 2              | 0              | 2              | 0,000          | 31             | 37             | 00−6           |           |           |           |           |           | −             | 19:23 (2024)       |
| Madrid Bravos     | 2025            | 2              | 0              | 2              | 0,000          | 41             | 108            | 0−67           |           |           |           |           |           | −             | 06:61 (2025)       |
| Milano Seamen     | 2024            | 2              | 1              | 1              | 0,500          | 23             | 24             | 00−1           |           |           |           |           |           | 16:10 (2024)  | 07:14 (2024)       |
| Munich Ravens     | 2024            | 4              | 0              | 4              | 0,000          | 70             | 185            | −115           |           |           |           |           |           | −             | 14:58 (2025)       |
| Nordic Storm      | 2025            | 2              | 0              | 2              | 0,000          | 12             | 91             | 0−79           |           |           |           |           |           | −             | 12:56 (2025)       |
| Paris Musketeers  | 2025            | 2              | 0              | 2              | 0,000          | 0              | 139            | −139           |           |           |           |           |           | −             | 00:77 (2025)       |
| Prague Lions      | 2025            | 2              | 0              | 2              | 0,000          | 32             | 129            | 0−97           |           |           |           |           |           | −             | 12:69 (2025)       |
| Raiders Tirol     | 2024            | 4              | 0              | 4              | 0,000          | 56             | 163            | −107           |           |           |           |           |           | −             | 06:44 (2025)       |
| Stuttgart Surge   | 2024            | 2              | 0              | 2              | 0,000          | 14             | 111            | 0−97           |           |           |           |           |           | −             | 07:61 (2024)       |
| Vienna Vikings    | 2024            | 2              | 0              | 2              | 0,000          | 43             | 98             | 0−55           |           |           |           |           |           | −             | 03:49 (2024)       |

Stand: 17. August 2025
Legende:
| Spiele       | Siege              | Niederlagen           |
| SQ Siegquote | P+ gemachte Punkte | P− gegnerische Punkte |

## Roster
Nach den Regeln der ELF hat der Großteil eines Rosters aus Home-Grown-Spielern zu bestehen, also solchen, die in dem Land begonnen haben American Football zu spielen, in dem sie aktuell spielen. Um die Präsenz der ELF in Italien zu verbessern und um die Konkurrenzfähigkeit der Mercenaries zu steigern, haben diese vereinfachte Zugriffsrechte auf Spieler aus Nordwestitalien erhalten.

## American Football Betriebs GmbH
Betreibergesellschaft der Helvetic Mercenaries ist die American Football Betriebs GmbH mit Sitz in Wohlen, Aargau. Gründungsgesellschafter und -Geschäftsführer ist Chris Rummel. Die eigentlichen Eigentümer blieben anonym. Im Juni 2024 gab das Franchise bekannt, dass das Ehepaar Sonja und Sandro Moor das Franchise übernommen haben.